# January, Faust i Marcjalis
January, Faust i Marcjalis (łac. Januarius, Faustus, Martialis, zm. 304) – święci Kościoła katolickiego, męczennicy wczesnochrześcijańscy z Cesarstwa rzymskiego.
O ich życiu niewiele wiadomo.

Historyczność męczeństwa potwierdzona została w inskrypcjach, kalendarzach oraz przez starochrześcijańskiego poetę Prudencjusza (zm. ok. 413).
Według jednej z inskrypcji, mogli być braćmi, ale mogło to być również zbratanie, mające podłoże wyznania wiary, lub też wspólne przelanie krwi. 
Ich wspomnienie liturgiczne w Kościele katolickim obchodzone jest 13 października (wg Martyrologium Rzymskim) lub 28 września.